# 圣普罗斯佩罗
圣普罗斯佩罗（義大利語：San Prospero），是意大利摩德纳省的一个市镇。总面积34平方公里，人口5800人，人口密度170.6人/平方公里（2009年）。ISTAT代码为036039。